# Guy Lacombe
Guy Lacombe, född den 13 juni 1955 i Villefranche-de-Rouergue, Frankrike, är en fransk fotbollstränare och tidigare fotbollsspelare. Lacombe tog OS-guld i fotbollsturneringen vid de olympiska sommarspelen 1984 i Los Angeles.